# Gare de Bains-les-Bains
La gare de Bains-les-Bains est une gare ferroviaire française de la ligne reliant Épinal à Belfort, située au lieu-dit « Gare de Bains » sur le territoire de la commune du Clerjus, à proximité de la station thermale de Bains-les-Bains, dans le département des Vosges en région Grand Est.
Elle est mise en service en 1863 par la Compagnie des chemins de fer de l'Est. C'est une halte voyageurs de la Société nationale des chemins de fer français (SNCF), desservie par des trains TER Grand Est. Les temps de parcours sont d'environ : 1 h 20 pour Nancy, 0 h 20 pour Épinal et 1 h pour Belfort.

## Situation ferroviaire
Établie à 404 mètres d'altitude, la gare de Bains-les-Bains est située au point kilométrique (PK) 80,173 de la ligne de Blainville - Damelevières à Lure, entre les gares ouvertes de Xertigny et d'Aillevillers.

## Histoire
La « station de Bains » est mise en service le jeudi 24 septembre 1863 par la Compagnie des chemins de fer de l'Est lorsqu'elle ouvre à l'exploitation la section d'Épinal à Aillevillers sur la ligne Nancy à Gray . Elle est créée pour acheminer à un coût moins élevé le charbon utilisé dans les forges à Bains-les-Bains, à Fontenoy-le-Château ou au Clerjus. La gare contribuera au développement de la station thermale de Bains-les-Bains dont les eaux seront classées d’utilité publique  par décret impérial en janvier 1864. La gare de Bains sera desservie par le mythique train des eaux jusqu'en 1971.
En 1899, la station peut porter officiellement le nom de Bains-Le Clerjus à la suite d'une intervention du ministre des Travaux publics, Camille Krantz. 
La ligne ne passant pas à proximité de la station thermale, il sera nécessaire de modifier le tracé de la route  de Bains  à Luxeuil, à 4,5 kilomètres de la station thermale.
La gare de Bains-Le Clerjus équipée d'un quai militaire fut aussi une halte repas.  

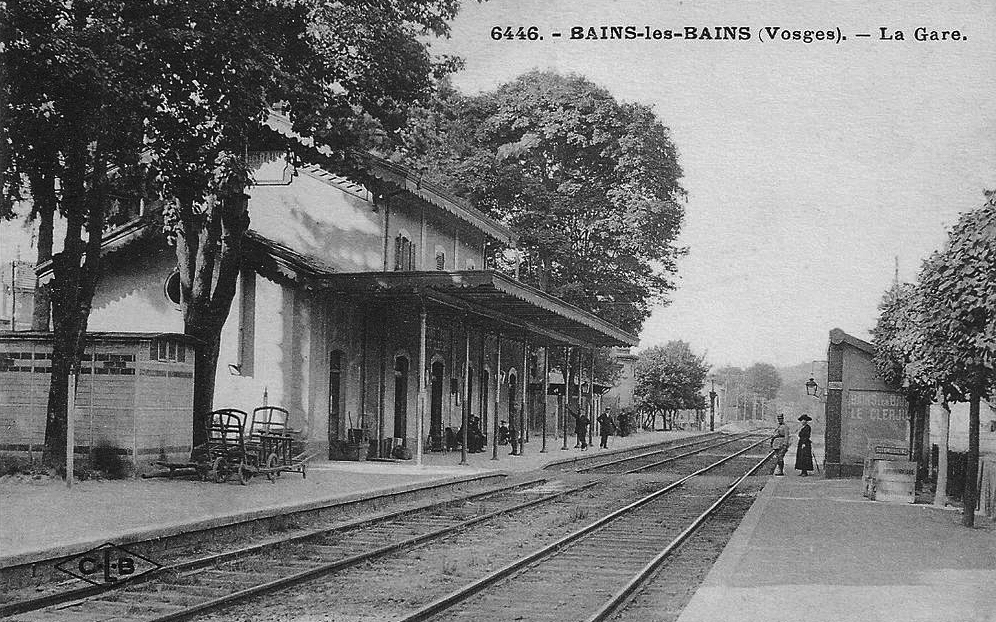
Vue du bâtiment voyageurs et des quais vers 1900.

## Fréquentation
De 2015 à 2024, selon les estimations de la SNCF, la fréquentation annuelle de la gare s'élève aux nombres indiqués dans le tableau ci-dessous.
| Année     | 2015  | 2016  | 2017  | 2018  | 2019  | 2020  | 2021  | 2022  | 2023  | 2024  |
| --------- | ----- | ----- | ----- | ----- | ----- | ----- | ----- | ----- | ----- | ----- |
| Voyageurs | 4 001 | 3 918 | 3 047 | 2 384 | 2 801 | 1 965 | 1 788 | 3 181 | 5 336 | 5 355 |

## Service des voyageurs

### Accueil
Halte SNCF c'est un point d'arrêt non géré (PANG), équipé de deux quais.
La traversée des voies et le passage d'un quai à l'autre s'effectuent par le passage à niveau routier.

### Desserte
Bains-les-Bains est desservie par des trains TER Grand Est qui effectuent des missions entre les gares de Nancy-Ville, ou Épinal, et Belfort (fiches horaires : voir site officiel en lien externe). 

### Intermodalité
Le stationnement des véhicules est possible à côté de l'ancien bâtiment voyageurs.